# Катис
Катис (фр. Catus) насеље је и општина у јужној Француској у региону Миди Пирене, у департману Лот која припада префектури Каор.
По подацима из 2011. године у општини је живело 918 становника, а густина насељености је износила 43,06 становника/km². Општина се простире на површини од 21,32 km². Налази се на средњој надморској висини од 158 метара (максималној 341 m, а минималној 130 m).

## Демографија
| 1962. | 1968. | 1975. | 1982. | 1990. | 1999. | 2011. |
| ----- | ----- | ----- | ----- | ----- | ----- | ----- |
| 621   | 653   | 647   | 775   | 807   | 906   | 918   |

График промене броја становника у току последњих година